# Ǵorče Petrov
Ǵorče Petrov (makedonska: Ѓорче Петров) är en kommun i Nordmakedonien. Den ligger i den nordvästra delen av landet, och är en av tio kommuner i huvudstaden Skopje. Antalet invånare är 41 634. Arean är 67 kvadratkilometer.